# Zam, Hunedoara
Zam là một xã thuộc hạt Hunedoara, România. Dân số thời điểm năm 2002 là 2152 người.